# Sala Nacional de Exposiciones Salarrué

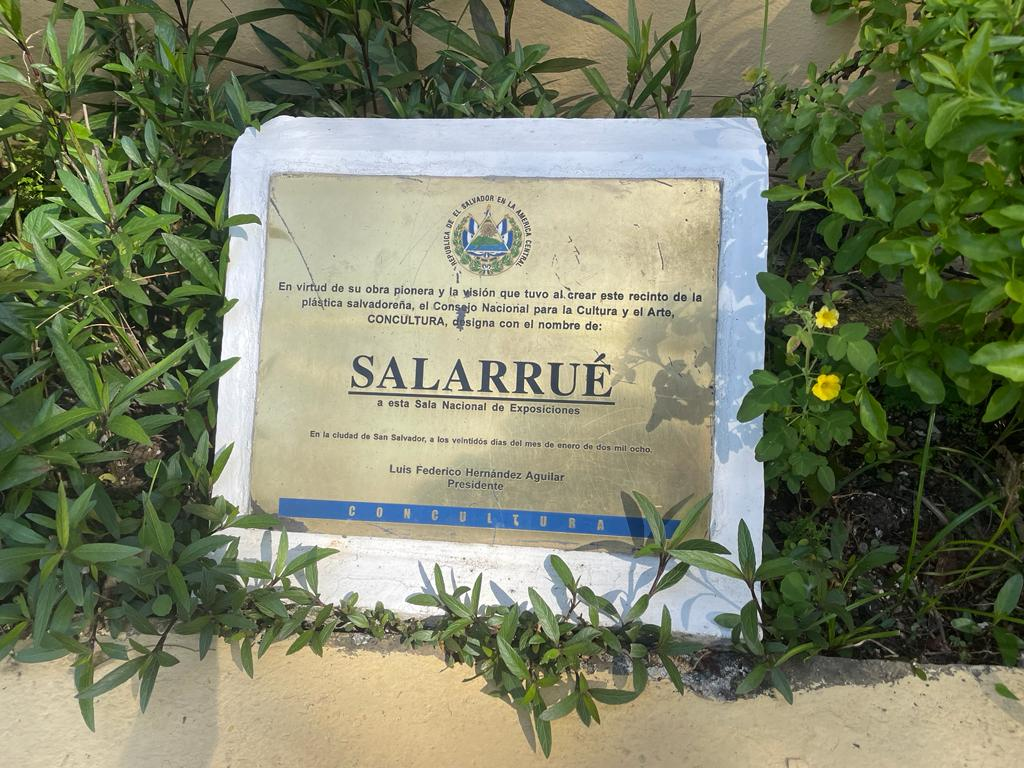
Placa conmemorativa de la Sala de Exposiciones Salarrue

La Sala Nacional de Exposiciones Salarrué, antes conocida como Galería Nacional de Arte Moderno, es un edificio público ubicado en los terrenos del Parque Cuscatlán, la cual fue construida bajo el pavimento de la alameda Roosevelt, en San Salvador.

## Historia
Fue construido en 1934 e inaugurado en 1939 por el entonces presidente de El Salvador Maximiliano Hernández Martínez con la primera exposición de pinturas y esculturas de conocidos artistas salvadoreños.
El edificio también sirve de sede para conferencias y lecturas. Junto a la gran sala, hay también una biblioteca de arte y un taller de restauración de obras de arte. [cita requerida]
El pintor y escritor Salvador Salazar Arrué, Salarrué, fue fundador y el primer director de la Galería Nacional de Arte Moderno, la cual en 2008 fue renombrada con el pseudónimo del escritor.
El Ministerio de Cultura investigó sobre los orígenes de la sala de exposiciones rescata una entrevista (sin año preciso) hecha al arquitecto salvadoreño Salvador Choussy, quien atribuye al arquitecto español Germán de Falla, hermano del famoso compositor Manuel de Falla y Matheu, como el autor del diseño original de la galería balaustrada en el parque Cuscatlán.[cita requerida]
En ese mismo año se inauguró el parque Cuscatlán, el cual tenía una rotonda con «arquitectura de corte neoclásico», un espacio techado al aire libre, sostenido en anchas columnas y rodeado de jardines. Las cuatro columnas interiores tenían bancas a su alrededor; no había barandas, puertas ni paredes.